# 岡山県道367号勝尾宇甘線
岡山県道367号勝尾宇甘線（おかやまけんどう367ごう かつおうかいせん）は、岡山県岡山市北区を通る一般県道である。

## 概要
岡山市北区御津勝尾から岡山市北区御津宇甘に至る。

### 路線データ
- 起点：岡山県岡山市北区御津勝尾（岡山県道71号建部大井線交点）
- 終点：岡山県岡山市北区御津宇甘（岡山県道31号高梁御津線交点）
- 総延長：約2.6 km

## 地理

### 通過する自治体
- 岡山市（北区）

### 交差する道路
| 交差する道路           | 交差する場所 | 交差する場所 |
| ---------------------- | ------------ | ------------ |
| 岡山県道71号建部大井線 | 御津勝尾     | 起点         |
| 岡山県道31号高梁御津線 | 御津宇甘     | 終点         |

### 沿線
- 宇甘川